# Prusa i3

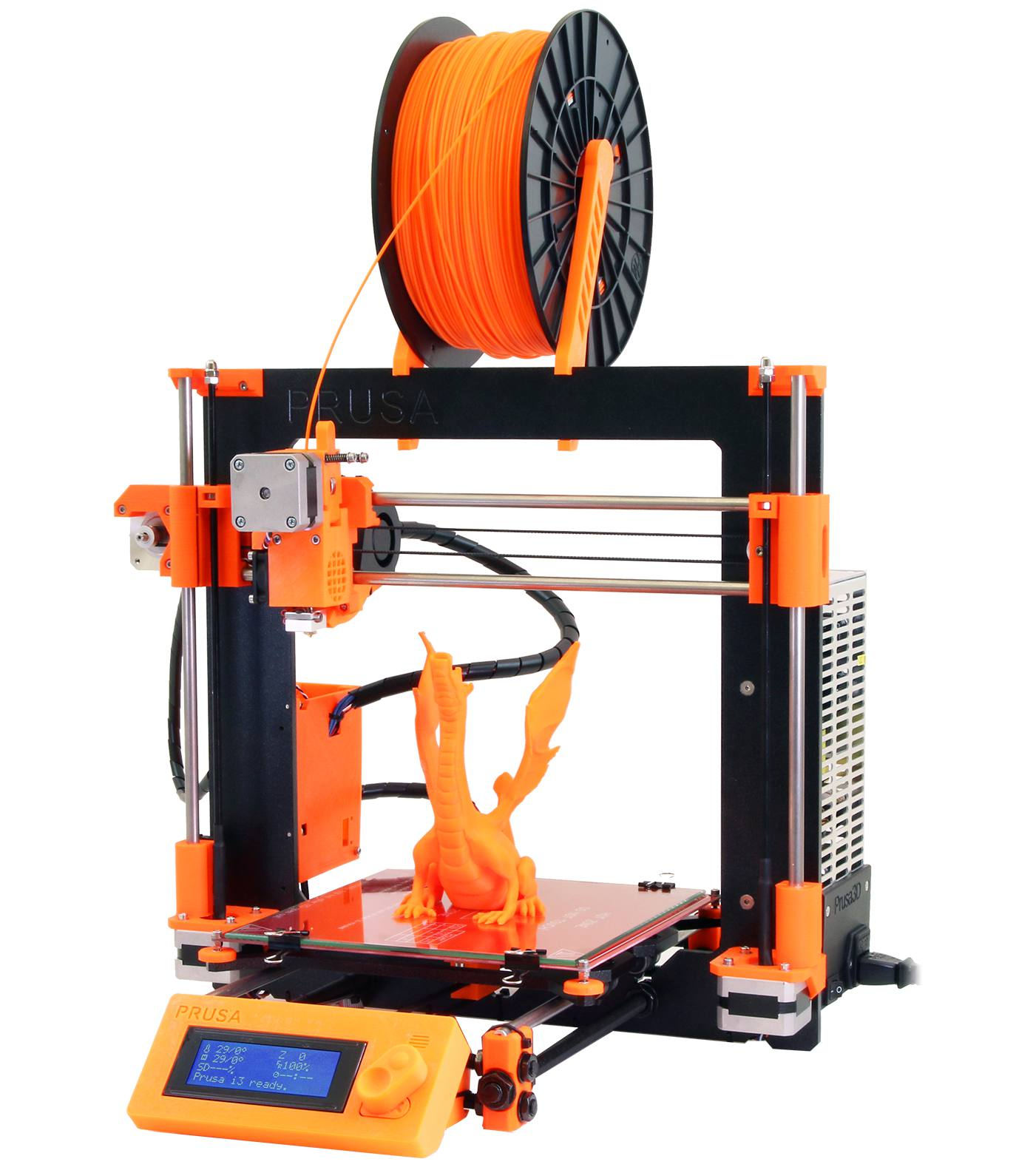
Prusa-i3-Drucker

Bei dem Prusa i3 handelt es sich um einen quelloffenen FDM 3D-Drucker. Er wurde im RepRap-Projekt hergestellt und gilt 2016 als der am häufigsten verwendete 3D-Drucker der Welt.

## Einführung

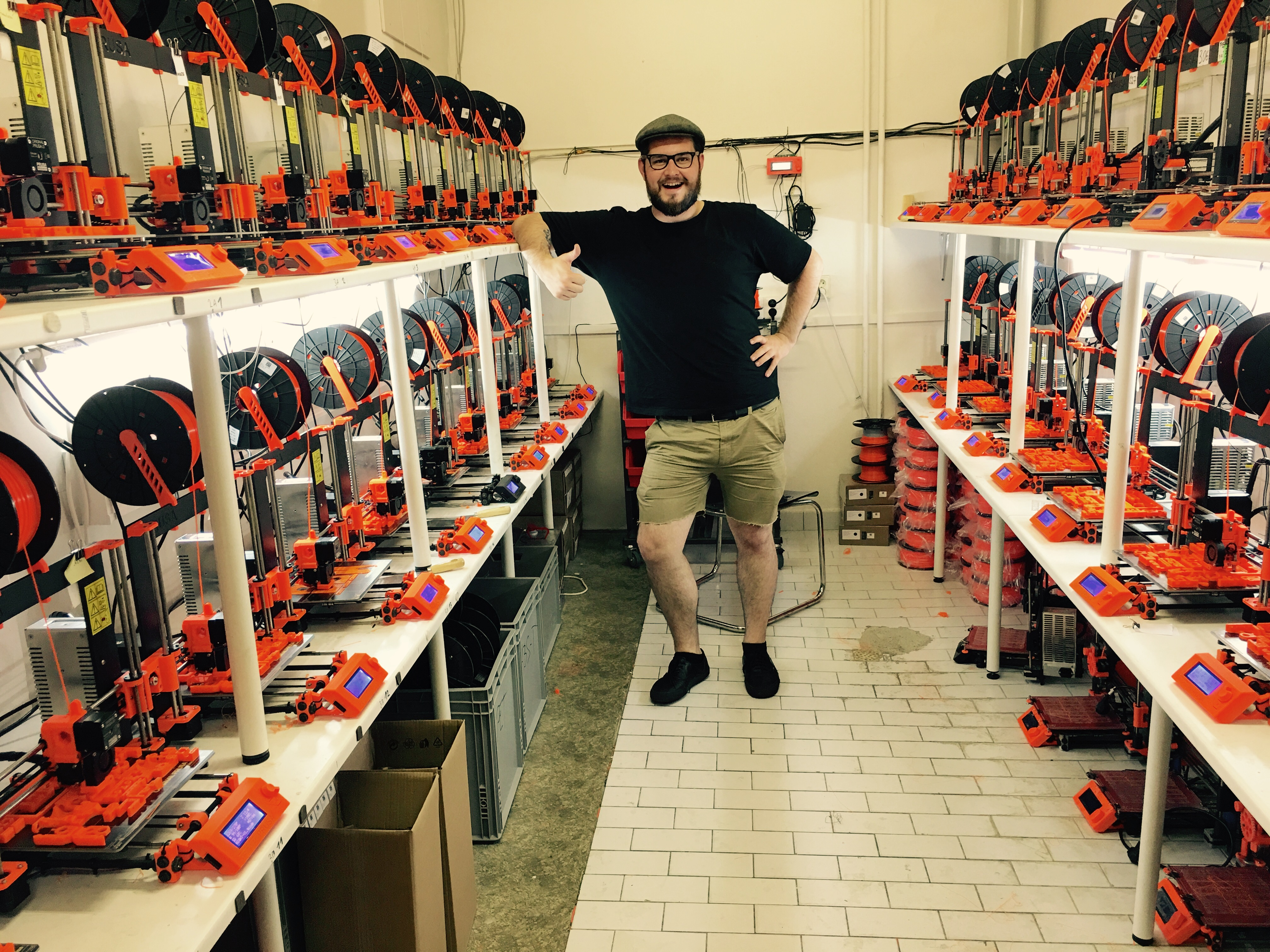
Josef Průša in seiner Druckerfarm

Der original Prusa i3 wurde 2012 von Josef Průša konstruiert. Die aktuelle Version Prusa i3 MK4 wurde 2023 veröffentlicht. Die vergleichsweise niedrigen Anschaffungskosten sowie die einfache Konstruktion und verfügbare Modifikationen machen den Prusa i3 zu Unterrichts- und Hobbyzwecken als auch für den beruflichen Einsatz attraktiv. Da die Konstruktionszeichnungen und die Programme öffentlich einsehbar sind, gibt es viele Varianten und der Drucker kann dazu eingesetzt werden, einige der für den Bau weiterer Drucker benötigten Teile zu replizieren.
Das von Josef Průša im Februar 2012 gegründete Unternehmen Prusa Research produziert und liefert unter dem Markennamen Original Prusa i3 auf dem Prusa-i3-Design basierende Geräte als Bausatz oder als fertig konfiguriertes Gerät. Am Produktionsstandort Prag werden monatlich ca. 9000 Drucker produziert und vertrieben (über 100.000 Geräte im Jahr 2020).
Der Prusa i3 ist einer der am meisten verbreiteten RepRap-Drucker, weil es verschiedene Varianten von verschiedenen Herstellern und Privatleuten gibt.

## Geschichte
Der Prusa i3 gehört zur dritten Generation der von Josef Průša entwickelten Drucker, der im RepRap-Projekt schon das PCB-beheizte Maschinenbett entwickelt hat. Die erste Generation von 2009 hieß in der RepRap-Community Prusa Mendel und die zweite Generation von 2011 hieß Prusa Mendel (iteration 2).

### Prusa i3
Im Mai 2012 wurden die in OpenSCAD erstellten Konstruktionsdateien für den Prusa i3 veröffentlicht. Dabei handelte es sich um eine wesentliche Neukonstruktion gegenüber den bisherigen Versionen und anderen RepRap-Druckern.
Die Konstruktion ersetzte den dreieckigen aus Gewindestangen aufgebauten Rahmen durch einen wasserstrahlgeschnittenen Aluminiumrahmen, der ein Lebensmittel-taugliches Hotend hat, das „Prusa Nozzle“ genannt wird und Schrauben mit M5- statt M8-Gewinden hat. Die Konstruktion fokussiert sich auf die vereinfachte Herstellung anstelle von möglichst vielen mit dem 3D-Drucker replizierbaren Teilen.

### Prusa i3 MK2
Im Mai 2016 wurde der Prusa i3 MK2 herausgegeben, der ein größeres Bearbeitungsvolumen hat sowie speziell angefertigte Schrittmotoren mit integrierten Führungsspindeln, ein selbstnivellierendes Maschinenbett mit einem berührungslosen Induktionssensor und eine Neuausgabe der Marlin-Firmware, Polyetherimid-Druckeroberflächen, Rambo-Controller-Board und ein E3D V6 Full Hotend. Der Prusa MK2 war der erste RepRap-Drucker, der Plug-and-Play-USB unter Windows unterstützte.

### Prusa i3 MK2S
Josef Prusa gab im März 2017 über sein Blog bekannt, dass der Prusa i3 MK2 nun als verbesserte Variante MK2S ausgeliefert wird. Die Verbesserungen betrafen qualitativ hochwertigere LM8UU-Linearlager, U-Halterungen für diese, glattere Führungswellen, eine verbesserte Halterung des Induktions-Sensors für die automatische Bett-Nivellierung, bessere Kabelführung sowie ein verbessertes Gehäuse für die Elektronik. Ab diesem Zeitpunkt wurden alle MK2 als MK2S ausgeliefert, für frühere Käufer gab es wie üblich ein Upgrade-Paket.

### Prusa i3 MK3 und MK2.5
Im September 2017 veröffentlichte Prusa den MK3. Die Verbesserungen waren umfangreich: Eine stabilere Y-Achse, ein neuer Bondtech-Extruder mit Zahnrädern auf beiden Seiten, leisere Lüfter mit Drehzahlregelung, ein verbesserter Nivellierungssensor mit Thermistor, der Messfehler durch Temperaturschwankungen kompensiert, leisere Schrittmotoren und ein magnetisches Heizbett aus abnehmbarem biegsamem Stahl (folien- oder pulverbeschichtet mit PEI), einem optischen Filament-Sensor, um verstopftes oder ausgehendes Filament zu erkennen, und einem Netzteil, das Stromausfälle bemerkt und den Druck danach automatisch fortsetzt. Die größte Änderung war jedoch der Umstieg von 12 Volt Betriebsspannung auf 24 Volt. Zentraler Bestandteil davon war das neue „Einsy“-Board, das auch über hochpräzise (128 Microsteps) und extrem leise Trinamic-Schrittmotortreiber verfügt und einen Temperatursensor für das Board sowie einen Raspberry-Pi-Zero-Anschluss für Octoprint bietet. Diese Umstellung machte die 12v-Bauteile alter Prusa i3-Drucker inkompatibel, weswegen ein volles Upgrade wie früher nicht möglich war. Prusa bot daher ein MK2.5-Upgrade für frühere Käufer an, das die meisten Verbesserungen außer dem Einsy-Board beinhaltete. Nach zahlreichen Beschwerden der Anwender gab es auch ein MK3-Full-Upgrade-Kit für die Besitzer älterer i3s, das jedoch preislich nur wenig unter einem Neugerät blieb.
Da die Trinamic-Treiber verlorene Schritte registrieren, z. B. auch bei Anschlag am Anfang und Ende einer Achse, hat der MK3 erstmals keine Nullpunkt-Schalter für die X-, Y- und Z-Achse mehr. Auch ein x/y-Versatz beim Drucken, z. B. durch Kollision des Kopfes mit dem Druck, gehören damit der Vergangenheit an. Der MK3 kann den Kopf auch bis zu 200 mm/s schnell bewegen – ein Drucken in dieser Geschwindigkeit ist jedoch nicht möglich, da das verwendete E3D V6 Vollmetall-Hotend das Filament nicht in der erforderlichen Geschwindigkeit schmelzen und extrudieren kann.

### Prusa i3 MK3S / i3 MK3S+
Am 12. Februar 2019 wurde der Prusa i3 MK3S bekanntgegeben. Dabei handelt es sich um eine Weiterentwicklung des Prusa i3 MK3. Zu den wichtigsten Verbesserungen zählt der neue Filament-Sensor, welcher nun verlässlicher funktioniert. Der vorherige rein optische Sensor wurde gegen eine Kombination aus optischem und mechanischem Sensor getauscht. Außerdem wurde der gesamte Extruderaufbau überarbeitet, um die Leistung zu verbessern und die Lautstärke zu verringern. Der Druckraum umfasst 11.025 Kubikzentimeter und hat die Abmessungen 25 × 21 × 21 Zentimeter. Seit November 2020 wurde mit dem Modell i3 MK3S+ eine leicht überarbeitet Version des i3 MK3S verfügbar, bei der die automatische Nivellierung des Heizbetts mittels eines temperaturabhängigen Sensors (genannt SuperPINDA) verbessert wurde.

### Prusa i3 MK4
Der Ende März 2023 vorgestellte Prusa i3 MK4 enthält neben konstruktiven Überarbeitungen fast aller Bauteile ein RGB-Farbdisplay, eine USB-Schnittstelle anstelle des SD-Karten-Slots, sowie einen bereits im Prusa XL (ein größerer CoreXY-Drucker, der nicht auf dem i3 basiert) verbauten, miniaturisierten Nachfolger des bisherigen Extruders. Das firmeneigen entwickelte und produzierte Mainboard basiert auf dem STM32. Daneben folgten diverse Softwareneuerungen wie Autokalibrierung. Für den MK3 soll ein Aufrüstsatz angeboten werden (Stand: April 2023).
Für Diskussionen innerhalb der 3D-Druck- und Open-Hardware-Communities sorgte ein Blogpost des Firmengründers, der ankündigte, zunächst keine Gerber-Dateien zu Elektronikbauteilen des MK4 veröffentlichen zu wollen. Der Beitrag bekennt sich zur Open-Source-Philosophie, problematisiert aber den fragwürdigen Beitrag kommerzieller Nachahmer der Produkte zu deren Weiterentwicklung und der Branche.

### Nachfolger
Im November 2024 stellte Prusa mit dem CORE One einen erweiterbaren Drucker mit standardmäßigem Gehäuse vor, der als möglicher Nachfolger der i3-Serie gehandelt wird. Das Modell orientiert sich an gängigen Konkurrenzprodukten (CoreXY-Drucker) wie Bambu Lab und Creality. Da entgegen früherer Modelle nur noch einzelne Bauteile unter offene Lizenzen gestellt oder überhaupt veröffentlicht wurden, fand die Vorstellung abermals Kritik aus der Maker-Community.

## Druckbare Werkstoffe
In Abhängigkeit von dem Hot-End und dem beheizbaren Maschinenbett kann der Prusa i3 verschiedene Werkstoffe drucken, einschließlich ABS, PLA, PETG, TPE („Flex“), Polycarbonat, ASA, schlagzähem Polystyrol (HIPS), Polypropylen und Nylon.
Durch technische Modifikationen des Prusa i3 lassen sich Hochtemperaturkunststoffe mit höchster Glasübergangstemperatur wie Polyetheretherketon (PEEK) und Polyetherimide (PEI) herstellen. Komponenten aus diesen Kunststoffen können Metallteile ersetzen und eignen sich vor allem für Luft- und Raumfahrtanwendungen.

## Selbstreplikation

### Gedruckte Teile
Der Prusa i3 besteht aus 26 Kunststoffteilen. Wie viele RepRap-Drucker kann der Prusa i3 viele der für seinen Nachbau benötigten Plastikteile herstellen.

### Rahmen
Bei den Rahmen gibt es verschiedene Varianten aus Blech oder Kunststoff, meist lasergeschnitten, spanend bearbeitet oder sogar aus Lego-Bausteinen.

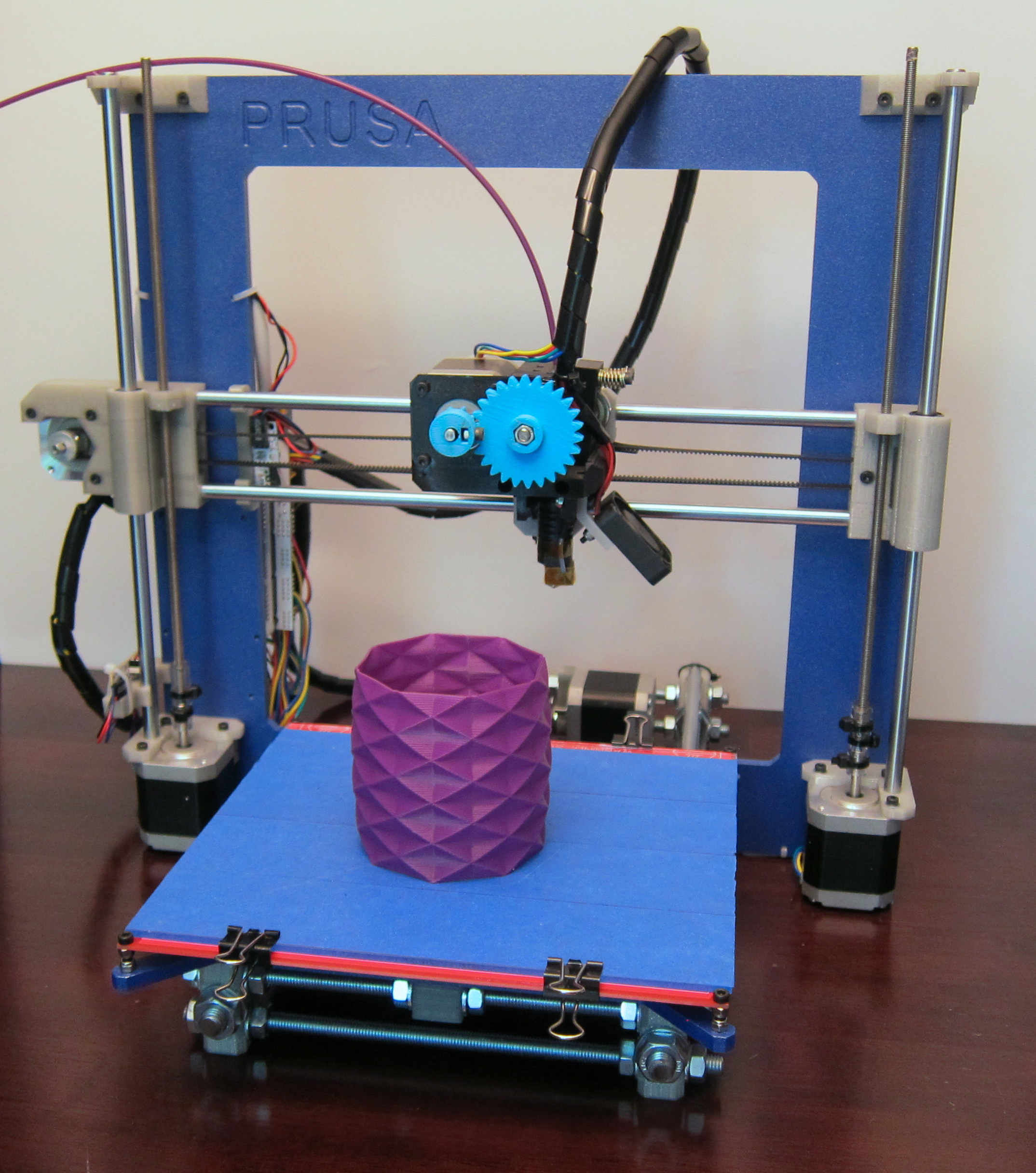
Standard-Metallrahmen
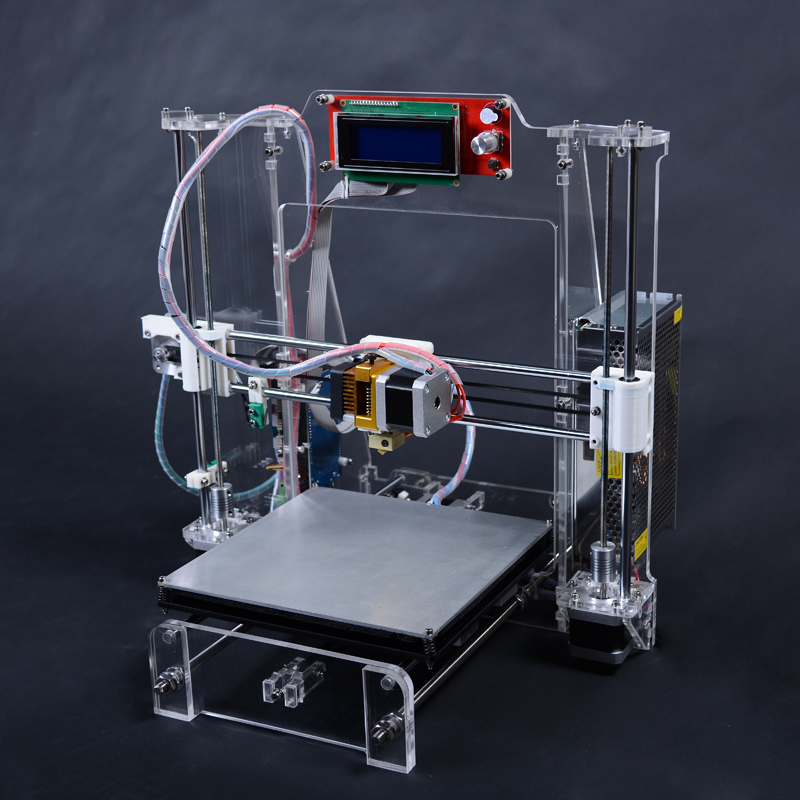
Acrylrahmen
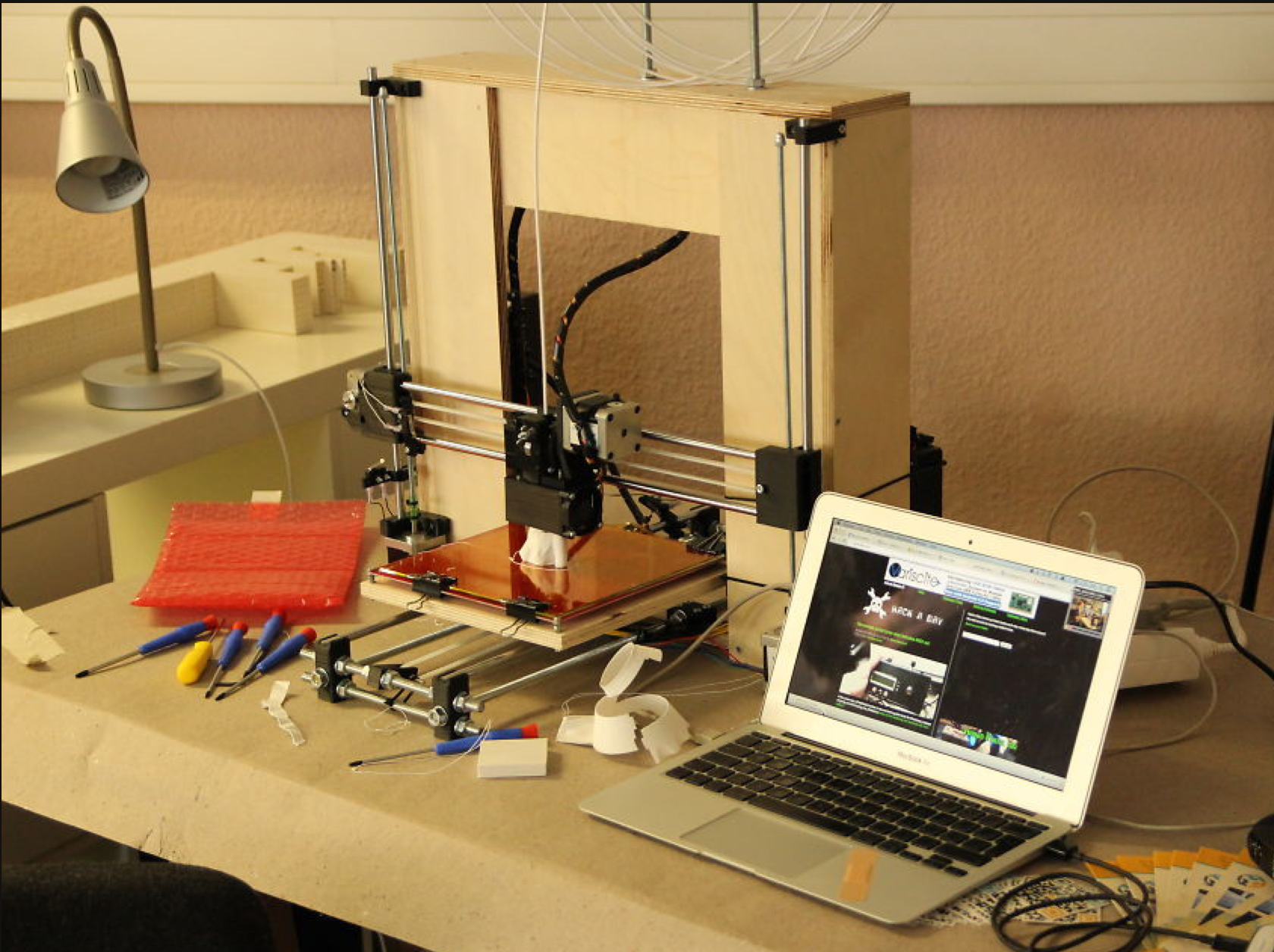
Rahmen aus Multiplexplatten
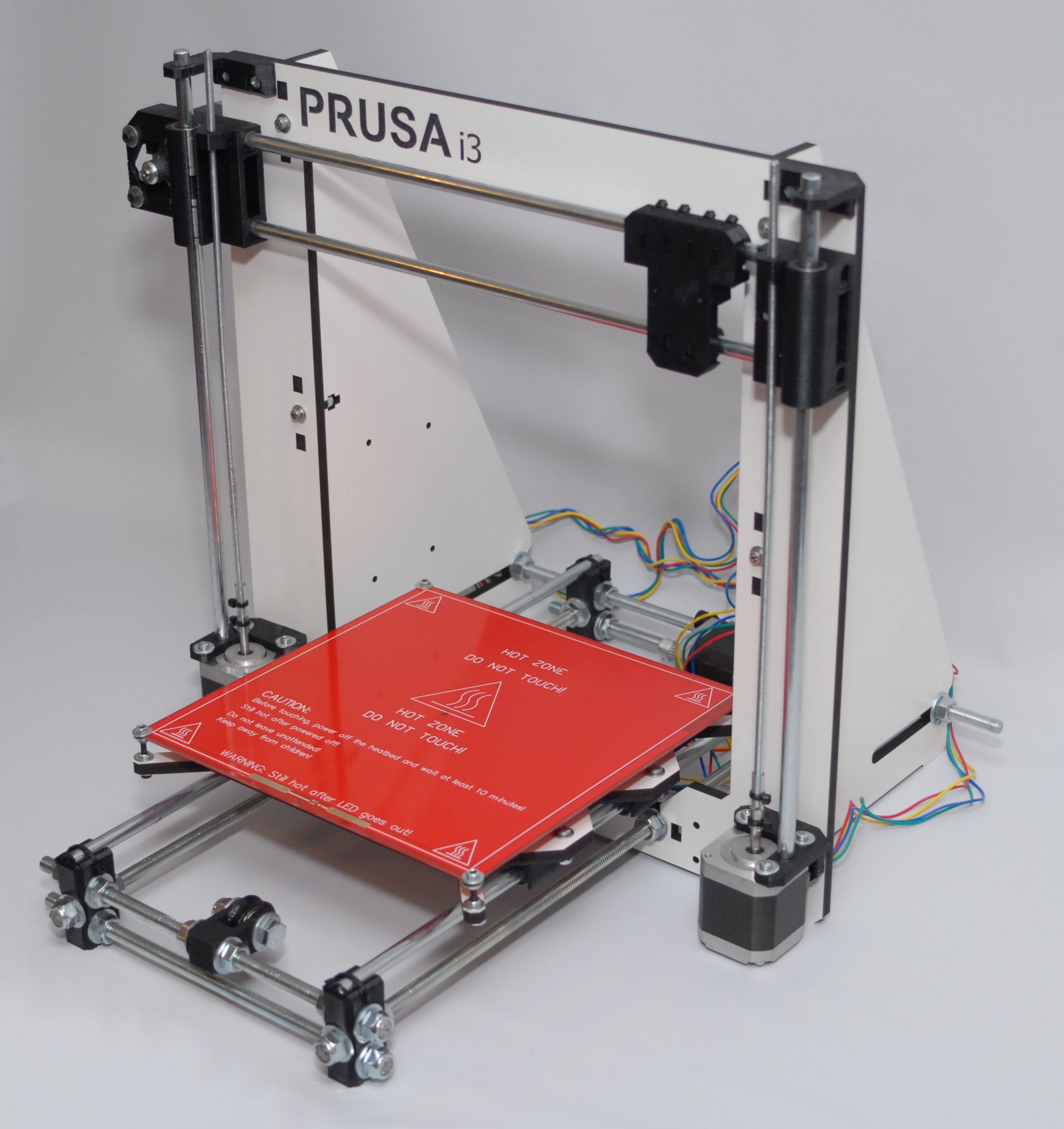
Melaminharz-Spanplattenrahmen

### Zukaufteile
Außerdem werden für die Herstellung noch sogenannte „Vitamine“ benötigt; das sind handelsübliche Zukaufteile, die nicht gedruckt werden können. Solche „Vitamine“ sind zum Beispiel Gewindestangen, Stahlstangen, Schrauben, Muttern, NEMA-17-Schrittmotoren und weitere Spezialteile wie das Controller Board, das beheizbare Maschinenbett und das Hot-End.

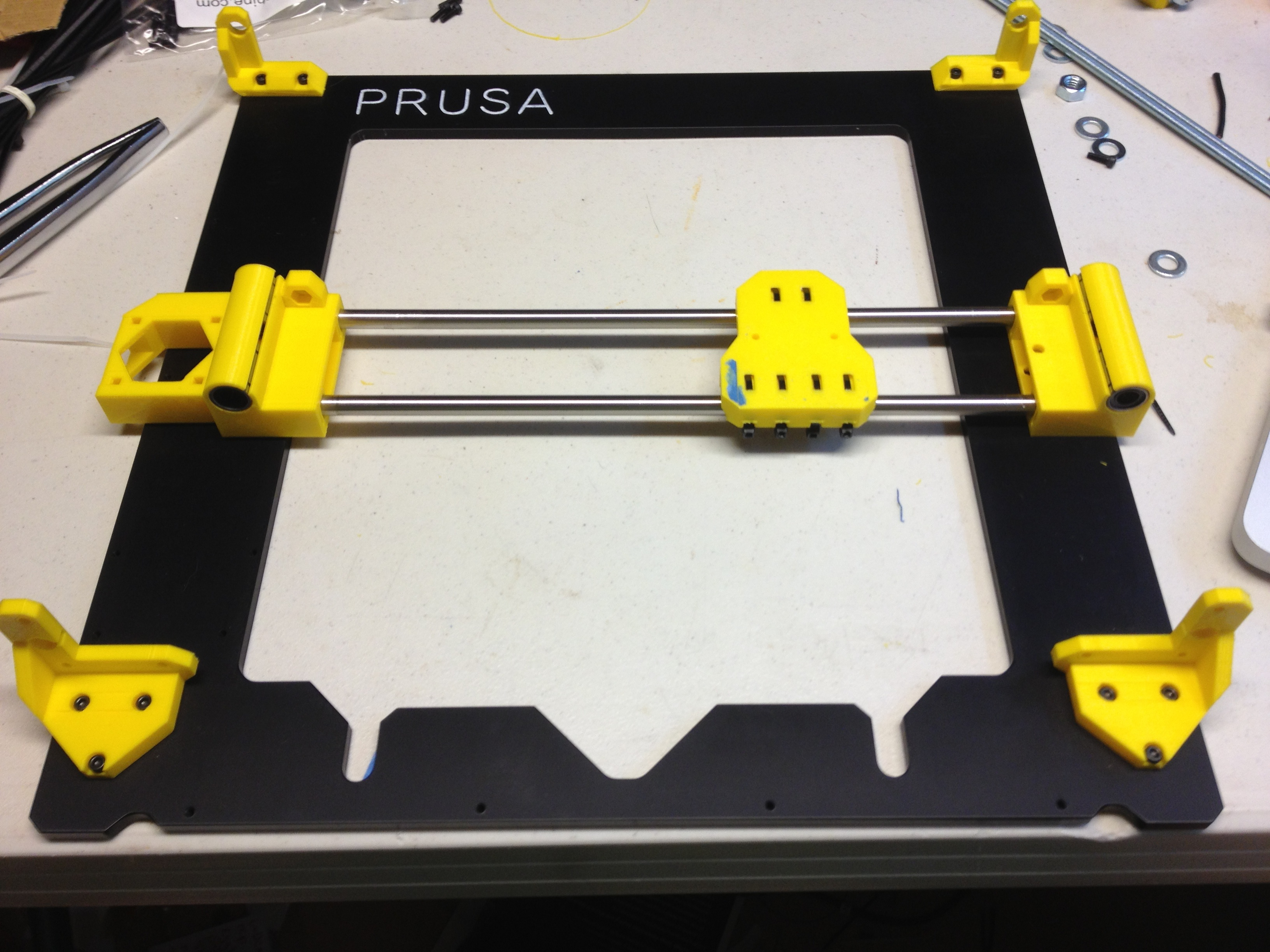
Metallrahmen und X-Achse, mit gelben gedruckten Teilen
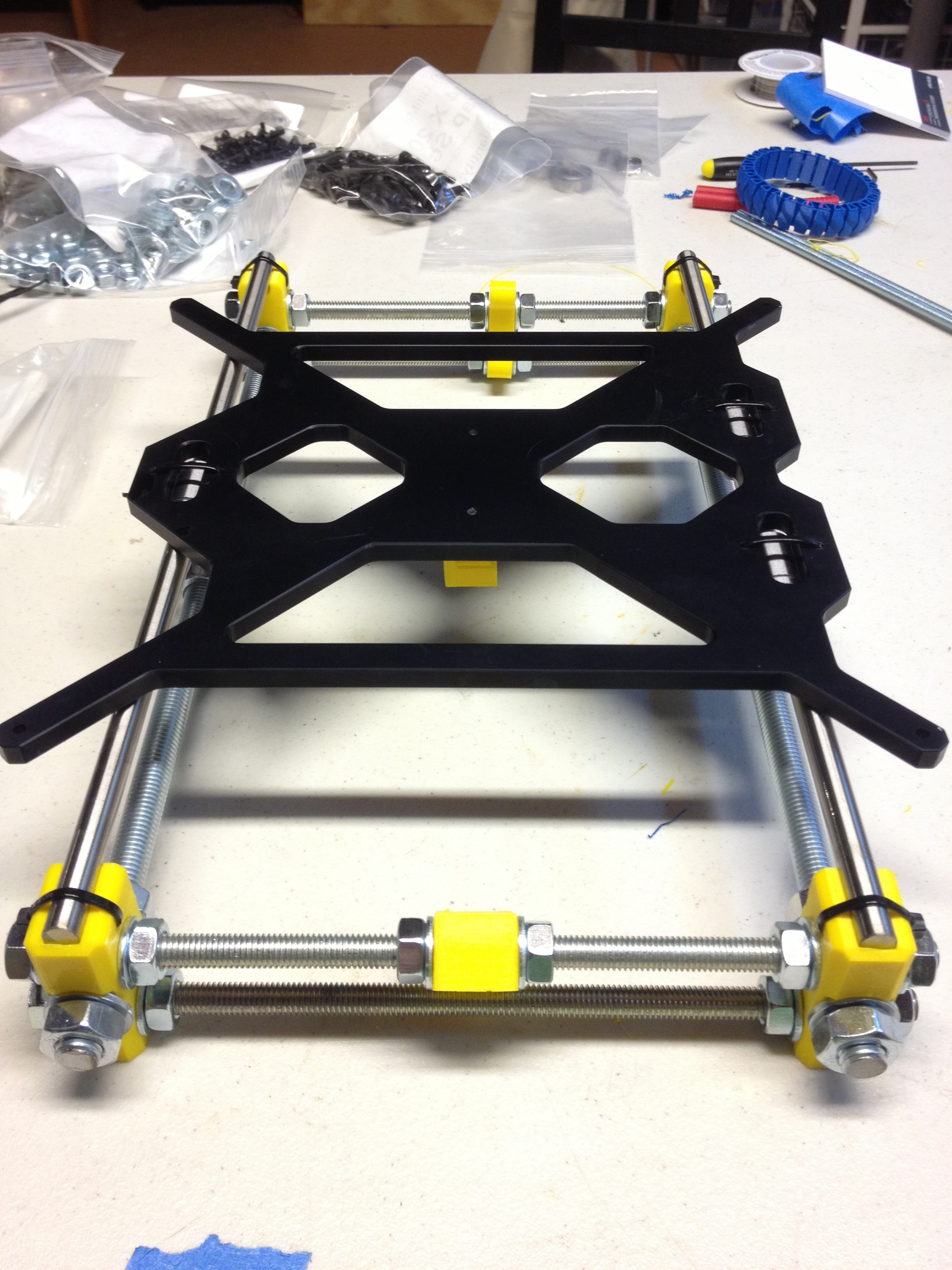
Y-Achse mit gelben gedruckten Teilen
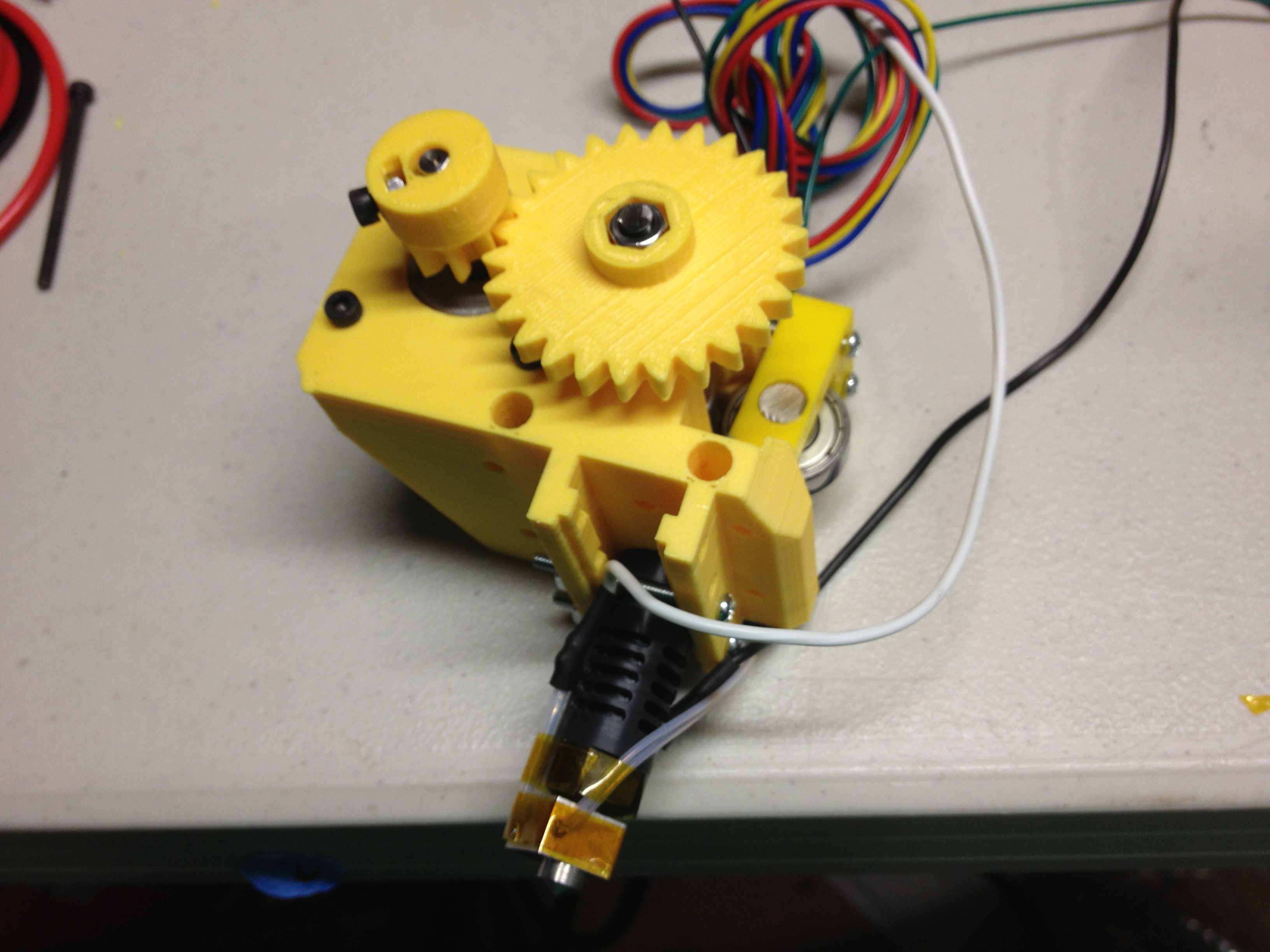
Extruder und Hot-End mit gelben gedruckten Teilen
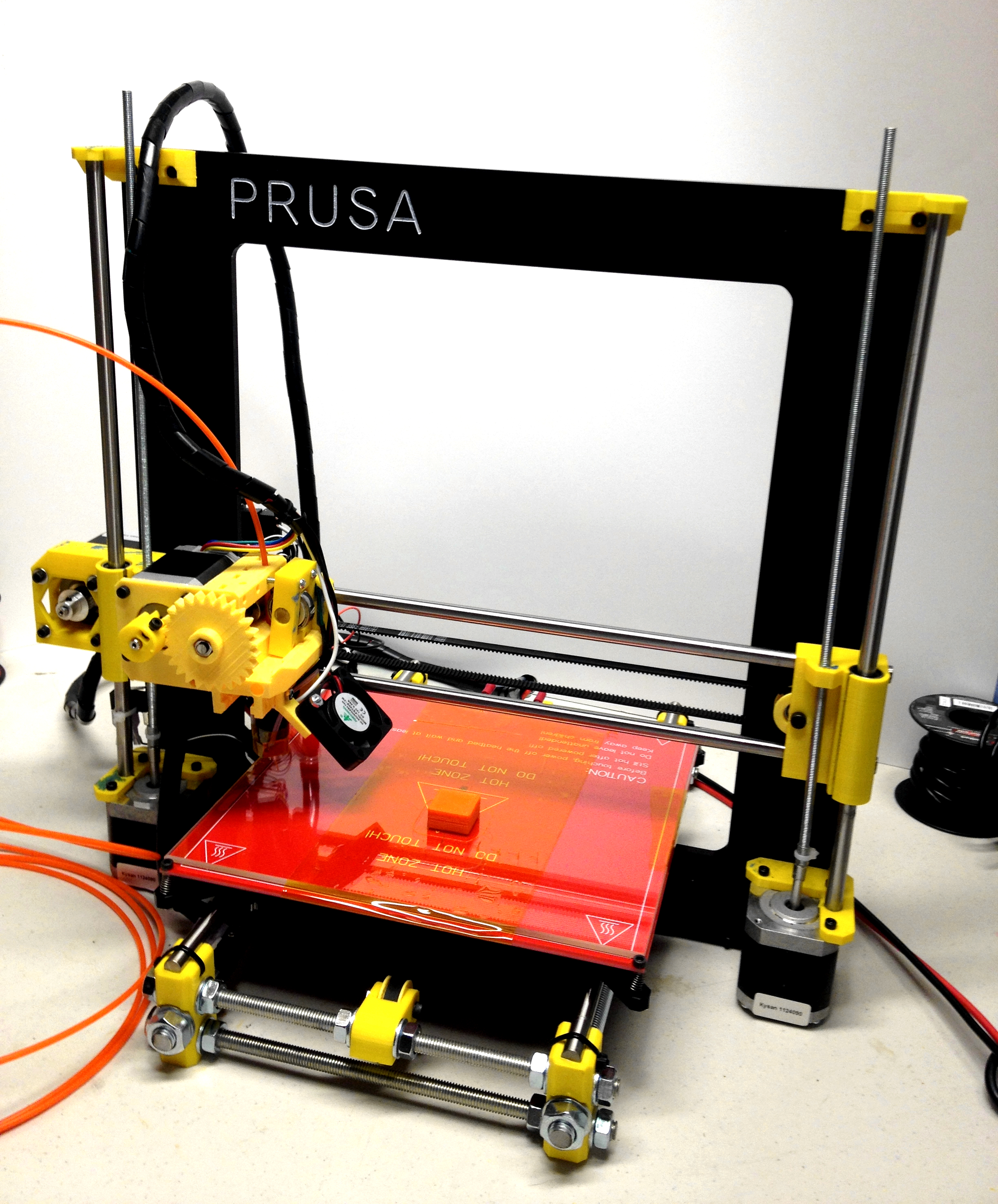
Kompletter Drucker mit gelben gedruckten Teilen

### Extruder
Es gibt verschiedene Extruder von normalerweise 1,75 bis 3 mm Werkstoffdurchmesser und sogar MIG-Schweißköpfe oder Lasermaterial-Bearbeitungsköpfe.

## Modifikationen
Der Prusa i3 MK3S kann durch Umbaumaßnahmen für industrielle Anwendungen ausgelegt werden. Mit Upgrade-Kits von Drittherstellern kann eine Anpassung an verschiedenste Erfordernisse vorgenommen werden.
Der Prusa i3 MK3S wird standardmäßig mit einem E3D V6 Hotend angeboten. Ein Upgrade des Hotends ermöglicht die Verarbeitung von Hochtemperaturkunststoffen wie PEEK und PEI. Die Verarbeitung von Hochtemperaturkunststoffen erfordert einen geschlossenen, ausreichend wärmeisolierten und beheizten Bauraum, der umgangssprachlich als Druckereinhausung bezeichnet wird.